# 24 Horas de Le Mans de 1949
As 24 Hours of Le Mans de 1949 foi o 17º grande prêmio automobilístico das 24 Horas de Le Mans, tendo acontecido nos dias 25 e 26 de junho 1949 em Le Mans, França no autódromo francês, Circuit de la Sarthe.

## História
Esta foi a primeira corrida após a Segunda Guerra Mundial e o período de recuperação econômica do pós-guerra na França.
O piloto francês Pierre Marechal dirigindo um Aston Martin DB1 sofreu um acidente fatal na volta de número 192.

## Resultados Finais
| Pos    | Class | Nº | Equipe                       | Pilotos                             | Chassis                                | Motor                              | Voltas |
| ------ | ----- | -- | ---------------------------- | ----------------------------------- | -------------------------------------- | ---------------------------------- | ------ |
| 1      | S 2.0 | 22 | Lord Selsdon                 | Lord Selsdon Luigi Chinetti         | Ferrari 166MM                          | Ferrari 2.0L V12                   | 235    |
| 2      | S 3.0 | 15 | Henri Louveau                | Henri Louveau Juan Jover            | Delage D6S-3L                          | Delage 3.0L I6                     | 234    |
| 3      | S 2.0 | 3  | Mrs. P. Trevelyan            | Harold John Aldington Norman Culpan | Frazer Nash High Speed Le Mans Replica | Bristol 2.0L I6                    | 224    |
| 4      | S 3.0 | 14 | W.S. Watney                  | Louis Gérard Francesco Godia        | Delage D6S-3L                          | Delage 3.0L I6                     | 212    |
| 5      | S 5.0 | 11 | Pierre Meyrat                | Pierre Meyrat Robert Brunet         | Delahaye 135CS                         | Delahaye 4.0L I6                   | 210    |
| 6      | S 5.0 | 6  | H.S.F. Hay                   | H.S.F. Hay Tommy Wisdom             | Bentley 4¼ Paulin                      | Bentley 4.3L I6                    | 210    |
| 7      | S 2.0 | 27 | Arthur Jones                 | Arthur Jones Nick Haines            | Aston Martin 2-Litre Sports (DB1)      | Aston Martin 2.0L I4               | 207    |
| 8      | S 1.5 | 35 | Ecurie Lapin Blanc           | Eric Thompson Jack Fairman          | HRG 1500 Lightweight Le Mans           | Singer 1.5L I4                     | 202    |
| 9      | S 5.0 | 12 | René Bouchard                | René Bouchard Pierre Larrue         | Delahaye 135MS                         | Delahaye 3.6L I6                   | ?      |
| 10     | S 5.0 | 9  | Henry Leblanc                | Henry Leblanc Jean Brault           | Delahaye 135CS                         | Delahaye 3.6L I6                   | ?      |
| 11     | S 2.0 | 29 | Robert Lawrie                | Robert Lawrie Robert W. Walker      | Aston Martin 2-Litre Sports (DB1)      | Aston Martin 2.0L I4               | ?      |
| 12     | S 1.1 | 44 | Monopole-Poissy              | Jean de Montrémy Eugène Dussous     | Monopole Sport                         | Gordini 1.1L I4                    | ?      |
| 13     | S 3.0 | 20 | Jack Bartlett                | Jack Bartlett Nigel Mann            | Healey Elliott                         | Riley 2.4L I4                      | ?      |
| 14     | S 1.1 | 47 | N.J. Mahé / R. Crovetto      | Norbert Jean Mahé Roger Crovetto    | Simca Huit                             | Gordini 1.1L I4                    | ?      |
| 15     | S 750 | 58 | Let-Aviation                 | František Sutnar Otto Krattner      | Aero Minor Sport 750                   | Aero 0.7L Flat-2 (2-tempos)        | ?      |
| 16     | S 1.5 | 41 | Auguste Lachaize             | Auguste Lachaize Albert Debille     | DB Tank                                | Citroën 1.5L I4                    | ?      |
| 17     | S 1.1 | 52 | André Guillard               | André Guillard Théodore Martin      | Simca Huit                             | Gordini 1.1L I4                    | ?      |
| 18     | S 750 | 60 | Ecurie Verte                 | Emmanuel Baboin Pierre Gay          | Simca Six                              | Simca 0.6L I4                      | ?      |
| 19     | S 750 | 59 | Jacques Poch                 | Ivan Hodač Jacques Poch             | Aero Minor Sport 750                   | Aero 0.7L Flat-2 (2-tempos)        | ?      |
| 20 DNF | S 5.0 | 1  | André Chambas / Ecurie Verte | André Chambas André Morel           | Talbot-Lago Gran Sport Coupe           | Talbot-Lago 4.5L I6                | 222    |
| 21 DNF | S 3.0 | 18 | Auguste Veuillet             | Auguest Veuillet Edmond Mouche      | Delage D6-3L                           | Delage 3.0L I6                     | 208    |
| 22 DNF | S 2.0 | 28 | Mrs. R.P. Hichens            | Pierre Marechal Donald Mathieson    | Aston Martin 2-Litre Sports (DB1)      | Aston Martin 2.0L I4               | 192    |
| 23 DNF | S 5.0 | 4  | Charles Pozzi                | Pierre Flahaut André Simon          | Delahaye 175S                          | Delahaye 4.5L I6                   | 179    |
| 24 DNF | S 1.5 | 42 | René Bonnet                  | René Bonnet Charles Deutsch         | DB 5                                   | Citroën 1.5L I4                    | 175    |
| 25 DNF | S 1.5 | 43 | G.E. Phillips                | George Phillips R.M. Dryden         | MG TC Special Body                     | MG 1.3L I4                         | 134    |
| 26 DNF | S 5.0 | 8  | Louis Villeneuve             | Marius Chanal Yves Giraud-Cabantous | Delahaye 135CS                         | Delahaye 3.6L I6                   | 128    |
| 27 DNF | S 5.0 | 10 | R.R.C. Walker Racing Team    | Tony Rolt Guy Jason-Henry           | Delahaye 135CS                         | Delahaye 3.6L I6                   | 126    |
| 28 DNF | S 5.0 | 5  | Ets. Delettrez               | Jean Delettrez Jacques Delettrez    | Delettrez Diesel                       | Delettrez 4.4L I6 (motor a diesel) | 123    |
| 29 DNF | S 1.1 | 45 | Monopole-Poissy              | Jean Hémard Raymond Leinard         | Monopole                               | Simca 1.1L I4                      | 120    |
| 30 DNF | S 1.1 | 48 | Just-Emile Vernet            | Just-Emile Vernet Claude Batault    | Simca Huit                             | Simca 1.1L I4                      | 118    |
| 31 DNF | S 1.1 | 56 | Jacques Savoye               | Jacques Savoye Marcel Renault       | Singer 9                               | Singer 1.0L I4                     | 97     |
| 32 DNF | S 5.0 | 2  | Ecurie France                | Paul Vallé Guy Mairesse             | Talbot-Lago Monoplace Decalee          | Talbot-Lago 4.5L I6                | 95     |
| 33 DNF | S 1.1 | 54 | Mme Vivianne Elder           | Vivianne Elder René Camerano        | Simca Huit                             | Simca 1.1L I4                      | 95     |
| 34 DNF | S 1.1 | 46 | Robert Redge                 | Félix Lecerf Robert Redge           | Simca Dého                             | Simca 1.1L I4                      | 89     |
| 35 DNF | S 1.1 | 50 | Amédée Gordini               | Pierre Veyron José Scaron           | Simca-Gordini T8                       | Simca 1.1L I4                      | 88     |
| 36 DNF | S 1.5 | 34 | Ecurie Lapin Blanche         | Jack Scott-Douglas Neville Gee      | HRG 1500 Lightweight Le Mans           | Singer 1.5L I4                     | 83     |
| 37 DNF | S 3.0 | 16 | Marc Versini                 | Marc Versini Gaston Serraud         | Delage D6-3L                           | Delage 3.0L I6                     | 58     |
| 38 DNF | S 2.0 | 23 | J.A. Plisson                 | Jean Lucas Pierre-Louis Dreyfus     | Ferrari 166MM                          | Ferrari 2.0L V12                   | 53     |
| 39 DNF | S 5.0 | 3  | Charles Pozzi                | Eugène Chaboud Charles Pozzi        | Delahaye 175S                          | Delahaye 4.5L I6                   | 52     |
| 40 DNF | S 2.0 | 30 | Peter Monkhouse              | Peter Monkhouse Ernest Stapleton    | Aston Martin Speed Model               | Aston Martin 2.0L I4               | 45     |
| 41 DNF | S 1.1 | 51 | Robert Tocheport             | Robert Tocheport Roget Carron       | Simca Huit                             | Simca 1.1L I4                      | 45     |
| 42 DNF | S 1.5 | 36 | Just-Emile Vernet            | Georges Trouis Roger Eckerlein      | Riley RMA                              | Riley 1.5L I4                      | 40     |
| 43 DNF | S 2.0 | 31 | Dudley C. Folland            | Anthony Heal Dudley Folland         | Aston Martin Speed Model               | Aston Martin 2.0L I4               | 26     |
| 44 DNF | S 5.0 | 7  | Ecurie Rosier                | Louis Rosier Jean-Louis Rosier      | Talbot-Lago Spéciale                   | Talbot-Lago 4.1L I6                | 21     |
| 45 DNF | S 1.1 | 57 | Camille Hardy                | Camille Hardy Maurice Roger         | Renault 4CV                            | Renault 0.8L I4                    | 21     |
| 46 DNF | S 1.5 | 33 | Ecurie Lapin Blanche         | Peter Clark Mortimer Morris-Goodall | HRG 1500 Lightweight Le Mans           | Singer 1.5L I4                     | 11     |
| 47 DNF | S 3.0 | 19 | Aston Martin Lagonda Ltd.    | Leslie Johnson Charles Brackenbury  | Aston Martin DB2                       | Lagonda 2.6L I6                    | 6      |
| 48 DNF | S 2.0 | 32 | Louis Eggen                  | Louis Eggen Egon Kraft de la Saulx  | Alvis TA 14                            | Alvis 1.9L I4                      | 6      |
| 49 DNF | S 1.1 | 49 | Amédée Gordini               | Jean Trévoux Marcel Lesurque        | Simca-Gordini TMM                      | Simca 1.1L I4                      | 5      |

Legenda :DNQ = Não largou - DNF = Abandono - NC = Não classificado - DSQ= Desqualificado